# Veľká Vidlová veža
Velká Vidlová veža, dřívější autoři uvádějí Veža nad Cmiterom, ( polsky Wielki Szczyt Wideł německy Große Gabelspitze maďarsky Nagy Villacsúcs  je nejvyšší a nejmarkantnější Vidlová věž, jeden z nejstrmějších tatranských štítů, mezi Vidlovým sedlem ( Západní Vidlovou věží ) a Lievikovou štěrbinou ( Východní Vidlovou věží ).

## Popis
Vrchol Velké Vidlové veže je nejvýše položeným objektem na Vidlovom hřebeni. Stěny věže se tyčí nad Velkou zmrzlou dolinou a Cmiterom v Skalnaté dolině. Severozápadní stěna nad Medenou kotlinou je vysoká asi 500 m. Jižní stěna je vysoká asi 240 m. Tyčí se nad Cmiterom.
Štít je velmi dobře vidět ze Skalnaté doliny i z visuté lanovky na Lomnický štít. Na Velkou Východní věž je možné vystoupit jen s horským vůdcem. Horolezecké cesty z obou stran jsou klasifikovány jako (III-V UIAA). 

## Název
Věž dostala jméno jako nejvyšší ze tří Vidlových věží. 

## Prvovýstup
- Mikuláš Szontagh mladší a Johann Hunsdorfer, konec srpna 1903.
- Ernest Dubke, Ján Breuer a Johann Franz, 17. února 1906 v zimě. [2]

## film
Velká Vidlová věž "účinkovala" ve filmu režiséra Martina Hollého Medená veža.